# Xã Lincoln, Quận Scott, Iowa
Xã Lincoln (tiếng Anh: Lincoln Township) là một xã thuộc quận Scott, tiểu bang Iowa, Hoa Kỳ. Năm 2010, dân số của xã này là 553 người.